# Adolfo Tino
Adolfo Tino (Avellino, 23 luglio 1900 – Milano, 3 dicembre 1977) è stato un avvocato, giornalista e banchiere italiano.

## Biografia
Nacque ad Avellino nel 1900. Giornalista e fratello di un altro giornalista, Sinibaldo, scrisse giovanissimo sul Giornale d'Italia diretto da Alberto Bergamini e si avvicinò ai liberali di Giovanni Amendola. Lasciò, seguendo il direttore e altri, quando il giornale  si allineò al regime e, insieme ad Armando Zanetti fondò Rinascita liberale, giudicata da Renzo De Felice "l'unica voce originale e veramente proiettata verso il futuro che ebbe l'antifascismo nell'ultimo squarcio di vita semilegale". A seguito della chiusura di Rinascita liberale interruppe l'attività pubblicistica per dedicarsi all'avvocatura.
Nel periodo fascista il suo studio d'avvocato a Milano fu uno dei punti d'incontro dell'antifascismo laico ed azionista. Fu il luogo di ritrovo per Ferruccio Parri, per Riccardo Lombardi, per Riccardo Bauer, per Raffaele Mattioli, per Umberto Zanotti Bianco, per Bruno Visentini, per Ugo La Malfa  e per altri azionisti del capoluogo lombardo. In uno di questi incontri fu redatto da Tino e da La Malfa un documento dell'antifascismo che poi Enrico Cuccia, allora dirigente del servizio esteri della Banca Commerciale Italiana, riuscì a consegnare a Lisbona agli Alleati, che poi lo fecero consegnare a Carlo Sforza, esule negli Stati Uniti. Sforza lo fece pubblicare in prima pagina sul New York Times il 23 giugno 1942. Il documento riguardava la cosiddetta "pregiudiziale repubblicana" con la quale gli antifascisti volevano evitare l'appoggio degli americani ai Savoia.
Agli inizi del 1942 fu insieme a Ugo La Malfa uno degli artefici della nascita del Partito d'Azione. La Malfa e Tino, infatti, sono gli autori dell'articolo di fondo di presentazione del nuovo partito (Chi siamo), nel primo numero del'Italia libera, uscito clandestinamente tra la fine del 1942 ed il gennaio del 1943. Dopo la caduta del fascismo e l'armistizio dell'8 settembre 1943, Tino riparò in Svizzera, a Lugano, per sfuggire all'arresto, da dove continuò la sua attività per il Partito d'Azione e la Resistenza.
Dopo lo scioglimento del Partito d'Azione nel 1947, Tino confluì con l'amico La Malfa nel Partito Repubblicano Italiano e poi si ritirò gradualmente a vita privata, interessandosi quasi esclusivamente di finanza e sostenendo una grande élite burocratica (vicina anche alla storia di suo nipote Antonio Maccanico): essa aveva trovato espressione negli anni trenta e quaranta nel gruppo Beneduce che, nel secondo dopoguerra, fu poi recuperato da Tino, che diventò mentore di Enrico Cuccia e nel 1958 presidente di Mediobanca.